# 2340 Hathor
2340 Hathor је Атен астероид са средњом удаљеношћу од Сунца која износи ,844 астрономских јединица (АЈ).
Апсолутна магнитуда астероида је 19,2.